# Oskars Bārtulis
Oskars Bārtulis (Ogre, 21 gennaio 1987) è un hockeista su ghiaccio lettone naturalizzato russo.

## Carriera
La sua carriera è iniziata nella stagione 2004/05 con i Moncton Wildcats. Dal 2007/08, per due annate, ha giocato con i Philadelphia Phantoms in AHL, vestendo poi per la stagione 2009/10 la maglia degli Adirondack Phantoms.
È quindi approdato in NHL con i Philadelphia Flyers, con cui ha giocato nel 2009/10 e nel 2010/11, prima di fare ritorno agli Adirondack Phantoms (AHL), club in cui è rimasto fino al 2012.
Nel 2012/13 è approdato in KHL con il Donbass Donetsk. Nella stagione 2014/15 ha giocato con il Barys Astana, mentre dal 2015/16 milita nell'Admiral Vladivostok.
Con la nazionale lettone ha partecipato a due edizioni dei Giochi olimpici invernali (2010 e 2014) e a tre edizioni dei campionati mondiali (2005, 2009 e 2012).
Nel 2018 ha ottenuto la cittadinanza russa.